# ウォリアークイーン
『ウォリアークイーン』（Boudica）は、2003年のイギリス映画。イケニ族の女王ブーディカによるローマ軍への反乱を描いた作品。

## キャスト
- ブーディカ：アレックス・キングストン
- プラスタグス：スティーヴン・ウォディントン
- シオラ：リアン・ロウ
- シャーマン：ゲイリー・ルイス
- クラウディウス：ジャック・シェパード
- イゾルダ：エミリー・ブラント
- 小アグリッピナ：フランシス・バーバー